# Nathalie Dechyová
Nathalie Dechyová (*21. února 1979 na Guadeloupe) je současná francouzská profesionální tenistka, vítězka grandslamových turnajů ve čtyřhře na US Open 2006 (v páru s Věrou Zvonarevovou) a US Open 2007 (v páru s Dinarou Safinovou). Hraje pravou rukou, obouručným bekhendem. Dlouholetá reprezentantka Francie ve Fed Cupu.

## Finálové účasti na Grand Slamu

#### Čtyřhra: 2 (2–0)
| Stav    | Rok  | Turnaj      | Povrch | Spoluhráčka      | Soupeřky ve finále                    | Výsledek      |
| ------- | ---- | ----------- | ------ | ---------------- | ------------------------------------- | ------------- |
| Vítězka | 2006 | US Open     | tvrdý  | Věra Zvonarevová | Katarina Srebotniková Dinara Safinová | 7–6(7–5), 7–5 |
| Vítězka | 2007 | US Open (2) | tvrdý  | Dinara Safinová  | Čan Jung-žan Čuang Ťia-žung           | 6–4, 6–2      |

### Smíšená čtyřhra: 2 (1–1)
| Stav       | Rok  | Turnaj          | Povrch | Spoluhráč | Soupeři ve finále                    | Výsledek |
| ---------- | ---- | --------------- | ------ | --------- | ------------------------------------ | -------- |
| Vítězka    | 2007 | French Open     | antuka | Andy Ram  | Katarina Srebotniková Nenad Zimonjić | 7–5, 6–3 |
| Finalistka | 2009 | Australian Open | tvrdý  | Andy Ram  | Sania Mirzaová Maheš Bhúpatí         | 3–6, 1–6 |

## Finálové účasti na turnajích WTA Tour
| Legenda                                         |
| ----------------------------------------------- |
| D – dvouhra; Č – čtyřhrapřed 2009/ po 2009      |
| Grand Slam (2–0 Č)                              |
| Turnaj mistryň (0)                              |
| Tier I / Premier Mandatory & Premier 5 (1–0 Č)  |
| Tier II / Premier (0–1 D; 1–4 Č)                |
| Tier III, IV & V / International (3–5 D; 3–3 Č) |

### Dvouhra: 5 (1–4)
| Stav       | Č. | Datum          | Turnaj                       | Povrch | Soupeřka ve finále         | Výsledek      |
| ---------- | -- | -------------- | ---------------------------- | ------ | -------------------------- | ------------- |
| Finalistka | 1. | 27. února 2000 | Oklahoma City, Spojené státy | tvrdý  | Monika Selešová            | 1–6, 6–7(3–7) |
| Finalistka | 2. | 16. dubna 2000 | Estoril, Portugalsko         | antuka | Anke Huberová              | 2–6, 6–1, 5–7 |
| Vítězka    | 1. | 5. ledna 2003  | Gold Coast, Austrálie        | tvrdý  | Marie-Gayanay Mikaelianová | 3–6, 6–3, 3–6 |
| Finalistka | 3. | 28. srpna 2004 | New Haven, Spojené státy     | tvrdý  | Jelena Bovinová            | 2–6, 6–2, 5–7 |
| Finalistka | 4. | 17. srpna 2008 | Cincinnati, Spojené státy    | tvrdý  | Naděžda Petrovová          | 2–6, 1–6      |

### Čtyřhra: 14 (7–7)
| Stav       | Č. | Datum           | Turnaj                           | Povrch  | Spoluhráčka        | Soupeřky ve finále                                        | Výsledek               |
| ---------- | -- | --------------- | -------------------------------- | ------- | ------------------ | --------------------------------------------------------- | ---------------------- |
| Finalistka | 1. | 21. října 2001  | Bratislava, Slovensko            | tvrdý   | Meilen Tuová       | Jelena Bovinová Daniela Bedáňová                          | 3–6, 4–6               |
| Vítězka    | 1. | 10. února 2002  | Paříž, Francie                   | koberec | Meilen Tuová       | Janette Husárová Jelena Dementěvová                       | bez boje               |
| Finalistka | 2. | 17. února 2002  | Antverpy, Belgie                 | koberec | Meilen Tuová       | Patty Schnyderová Magdalena Malejevová                    | 3–6, 7–6(7–3), 3–6     |
| Finalistka | 3. | 20. října 2002  | Bratislava, Slovensko            | koberec | Meilen Tuová       | Henrieta Nagyová Maja Matevžičová                         | 4–6, 0–6               |
| Finalistka | 4. | 5. ledna 2003   | Gold Coast, Austrálie            | tvrdý   | Émilie Loitová     | Martina Navrátilová Světlana Kuzněcovová                  | 4–6, 4–6               |
| Finalistka | 5. | 16. února 2003  | Antverpy, Belgie                 | koberec | Émilie Loitová     | Ai Sugijamaová Kim Clijstersová                           | 2–6, 0–6               |
| Finalistka | 6. | 31. října 2004  | Linec, Rakousko                  | tvrdý   | Patty Schnyderová  | Jelena Lichovcevová Janette Husárová                      | 2–6, 5–7               |
| Vítězka    | 2. | 9. září 2006    | US Open, New York, Spojené státy | tvrdý   | Věra Zvonarevová   | Katarina Srebotniková Dinara Safinová                     | 7-65, 7-5              |
| Vítězka    | 3. | 20. května 2007 | Řím, Itálie                      | antuka  | Mara Santangelová  | Roberta Vinciová Tathiana Garbinová                       | 6–4, 6–1               |
| Vítězka    | 4. | 9. září 2007    | US Open, New York, Spojené státy | tvrdý   | Dinara Safinová    | Čan Jung-žan Čuang Ťia-žung                               | 6–4, 6–2               |
| Vítězka    | 5. | 9. ledna 2009   | Auckland, Nový Zéland            | tvrdý   | Mara Santangelová  | Nuria Llagosteraová Vivesová Arantxa Parraová Santonjaová | 4–6, 7–6(7–3), [12–10] |
| Finalistka | 7. | 16. ledna 2009  | Sydney, Austrálie                | tvrdý   | Casey Dellacquaová | Sie Šu-wej Pcheng Šuaj                                    | 0–6, 1–6               |
| Vítězka    | 6. | 8. března 2009  | Monterrey, Mexiko                | tvrdý   | Mara Santangelová  | Iveta Benešová Barbora Záhlavová-Strýcová                 | 6–3, 6–4               |
| Vítězka    | 7. | 23. května 2009 | Štrasburk, Francie               | antuka  | Mara Santangelová  | Claire Feuersteinová Stéphanie Foretzová                  | 6–0, 6–1               |

## Fed Cup
Nathalie Dechyová se zúčastnila 18 zápasů ve Fed Cupu  za tým Francie s bilancí 13-7 ve dvouhře a 4-8 ve čtyřhře.

## Postavení na žebříčku WTA ve dvouhře na konci sezóny
| Rok    | 1994 | 1995   | 1996   | 1997  | 1998  | 1999  | 2000  | 2001  | 2002  | 2003  | 2004  | 2005  | 2006  | 2007  | 2008  |
| Pořadí | 586. | ▲ 294. | ▲ 102. | ▲ 90. | ▲ 48. | ▲ 25. | ▼ 27. | ▼ 44. | ▲ 20. | ▼ 29. | ▲ 21. | ▲ 12. | ▼ 51. | ▼ 69. | ▼ 72. |